# アールエスエーカントリ
株式会社アールエスエーカントリは、日本中央競馬会（JRA）に登録されていた法人馬主。
勝負服の柄は緑、赤袖白三本輪、冠名は「イイデ」を用いた。代表者は渡部明義。渡部の死去（後述）により、現在は馬主としての活動を行っていない。

## 代表者
渡部 明義（わたべ あきよし）
- 山形県出身[2]の実業家。東京馬主協会副会長を務めていた[3]。肝臓がんとの闘病の末に2015年12月11日に死去した[3]。68歳没。

## 主な所有馬

### GI級競走優勝馬
- イイデケンシン[注 1]（2007年全日本2歳優駿）

### 重賞競走優勝馬
- イイデセゾン（1991年共同通信杯4歳ステークス、シンザン記念2着、皐月賞3着、東京優駿3着）
- イイデサターン（1991年毎日杯）
- イイデライナー（1994年京都4歳特別、シンザン記念2着、きさらぎ賞2着）

### その他の所有馬
- イイデシビア[注 2]（1990年デイリー杯3歳ステークス2着、1991年 ペガサスステークス2着）
- イイデザオウ（1993年マイルチャンピオンシップ2着）
- イイデタイショウ（1994年仁川ステークス）